# دزیارچین

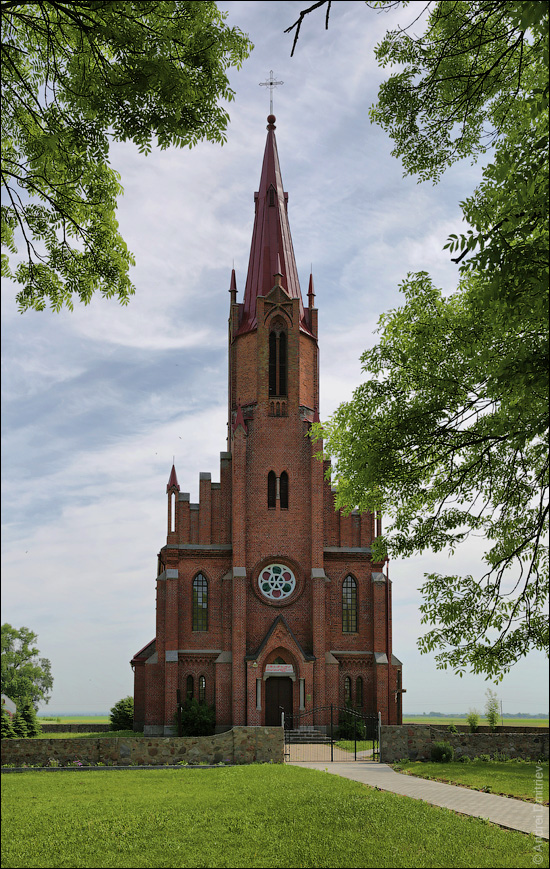
قسمت شمالی بلاروس

دزیارچین (به لاتین: Dziarečyn) یک منطقهٔ مسکونی در بلاروس است.